# Veronika Klechová
Veronika Klechová (* 5. Mai 1989 in Bernolákovo) ist eine slowakische Fußballspielerin.

## Karriere

### Verein
Klechová startete ihre Karriere beim FK Bernolákovo, von wo sie mit 13 Jahren zum ŠK Slovan Bratislava wechselte. In der Saison 2005/2006 rückte sie bei Slovan Bratislava in die Profi-Mannschaft und nahm mit ihrer Mannschaften an mehreren UEFA Women’s Champions League Spielen teil.
Am 7. Februar 2012 verließ sie die Slowakei und wechselte zum walisischen Verein Cardiff City LFC.
Nach einem halben Jahr kehrte die offensive Mittelfeldspielerin der britischen Insel den Rücken und unterschrieb am 31. Januar 2013 einen Leihvertrag mit dem SV Neulengbach in Österreich. Nach einem halben Jahr in Österreich kehrte sie im Sommer 2013 nach Wales zum Cardiff City LFC zurück. Klechová spielte die Vorrunde der Saison 2013/2014 für Cardiff City, bevor sie im Januar 2014 nach Schottland zum Inverness Ladies FC ging.

### International
Klechová ist aktuelle A-Nationalspielerin für die Slowakische Fußballnationalmannschaft der Frauen und gab bereits im Alter von nur 17 Jahren, am 22. Juni 2006 ihr A-Länderspiel-Debüt in der WM-Qualifikation gegen die Rumänische Fußballnationalmannschaft der Frauen.

### Auszeichnungen
- Slowakeis Fußballerin des Jahres: 2008

## Privates
Nachdem sie 2009 am Gymnázium Pankúchová 6 in Bratislava ihr Abitur errang, begann sie ein Physiotherapie-Studium an der Slovenská zdravotnícka univerzita in Bratislava. Seit 2011 ist sie mit dem slowakischen Fußballnationalspieler Filip Kiss liiert.